# بطولة أمم أوقيانوسيا لكرة السلة 1981
بطولة أمم أوقيانوسيا لكرة السلة 1981 أقيمت في نيوزيلندا. بمشاركة فريقين. فاز منتخب أستراليا بالبطولة للمرة الـ 5.

## الفرق التي لم تشارك
| - ساموا الأمريكية - جزر كوك - ميكرونيسيا - فيجي - غوام - كيريباتي - جزر مارشال - ناورو - كاليدونيا الجديدة | - جزيرة نورفولك - جزر ماريانا الشمالية - بالاو - بابوا غينيا الجديدة - ساموا - جزر سليمان - تاهيتي - تونغا - توفالو - فانواتو |

## النتائج
|                                |  | أستراليا | 78–55 | نيوزيلندا |  |  |
| النقاط حسب النصف: 33-26، 45-29 |  |          |       |           |  |  |

|                                |  | أستراليا | 80–71 | نيوزيلندا |  |  |
| النقاط حسب النصف: 49-35، 31-36 |  |          |       |           |  |  |

## جوائز
| البطل                |
| -------------------- |
| · أستراليا · للمرة 5 |